# Piazza Grande (Palmanova)
Piazza Grande è la principale piazza di Palmanova, ed è posta al centro della città.

## Storia
Ha una forma esagonale e la sua costruzione risale al 1593 quando i Veneziani per scongiurare gli attacchi degli Ottomani decisero di costruire una vera e propria città fortezza per difendersi dai saccheggiamenti. Durante la prima guerra mondiale divenne un centro di smistamento e di rifornimento delle truppe.

## Descrizione
La piazza è circondata da un corso di acqua che scorre in modo perfetto su tutti i lati. Il merito di tale geometria perfetta è da attribuire alla bravura degli esperti architetti militari dell'Ufficio Fortificazioni di Venezia che furono guidati dal Soprintendente Giulio Savorgnan. Dalla piazza si potranno visitare tutti i più bei palazzi di Palmanova, città fortezza detta anche città stellata. L'edificio più importante è senza ombra di dubbio il duomo dedicato al Santissimo Redentore. Piazza Grande è esaltata da 11 statue poste all'imbocco di ogni strada che porta al centro di Palmanova e rappresentano i Provveditori Generali. Al centro della Piazza persiste un basamento in pietra d'Istria su cui si erge l'Alto Stendardo di Palmanova.

## Galleria d'immagini

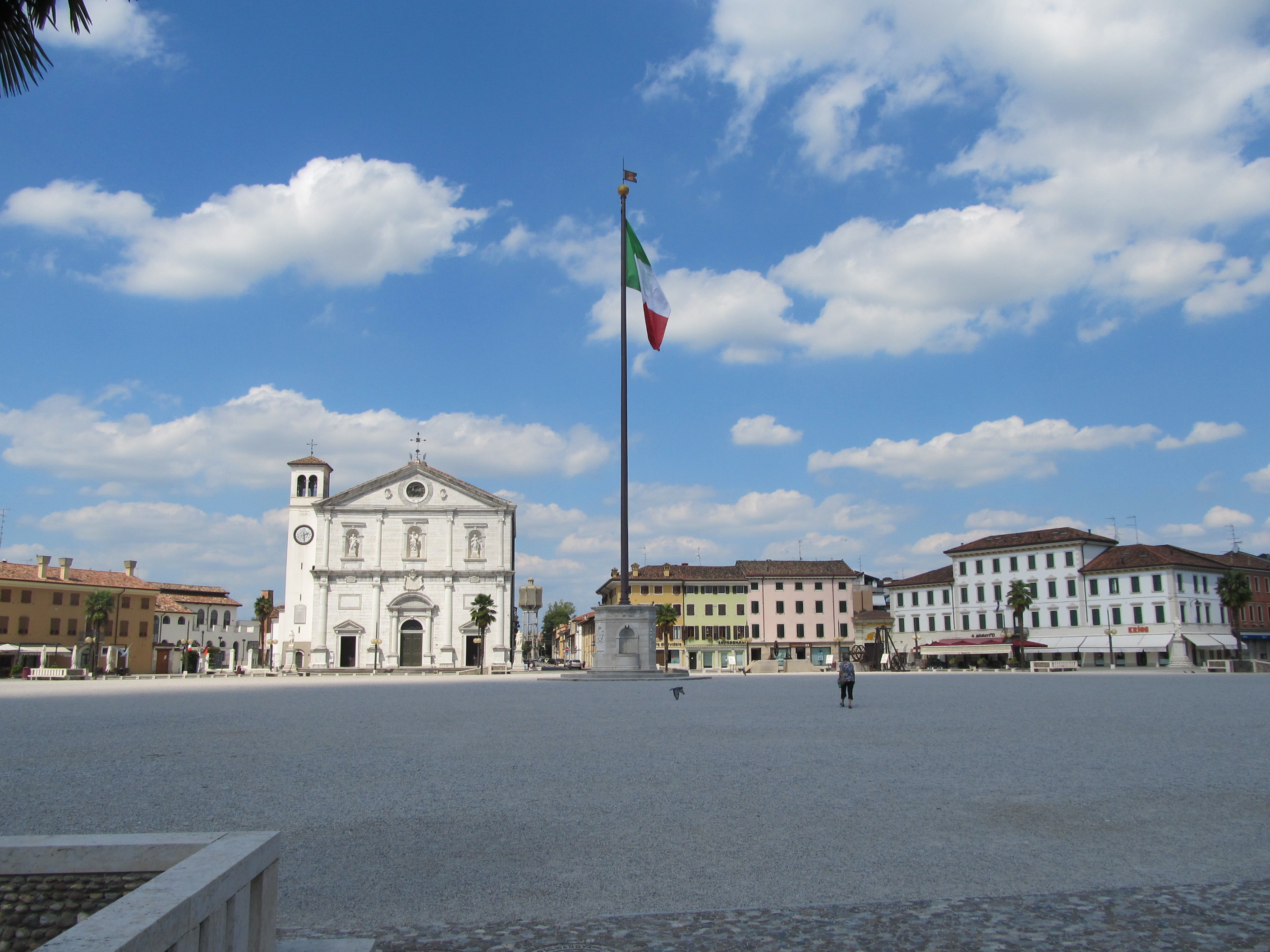
Il Duomo Dogale visto dall'estremità opposta della piazza
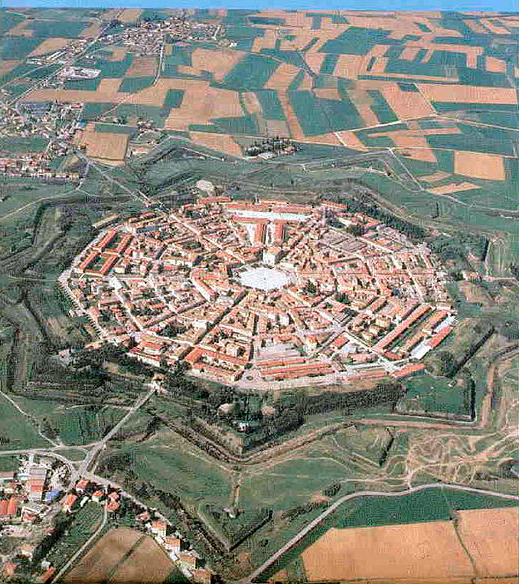
Foto aerea di Palmanova con al centro Piazza Grande
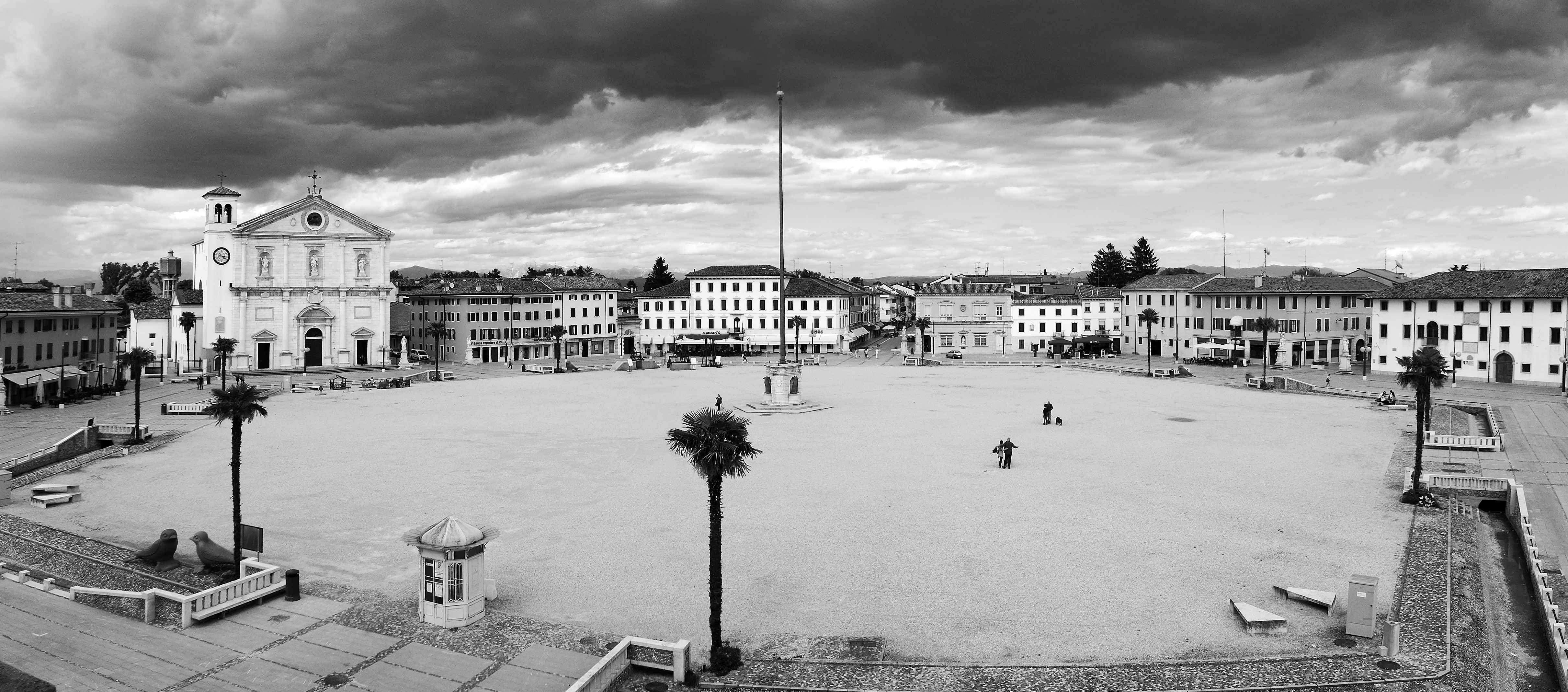
Foto artistica di Piazza Grande vista dall'alto
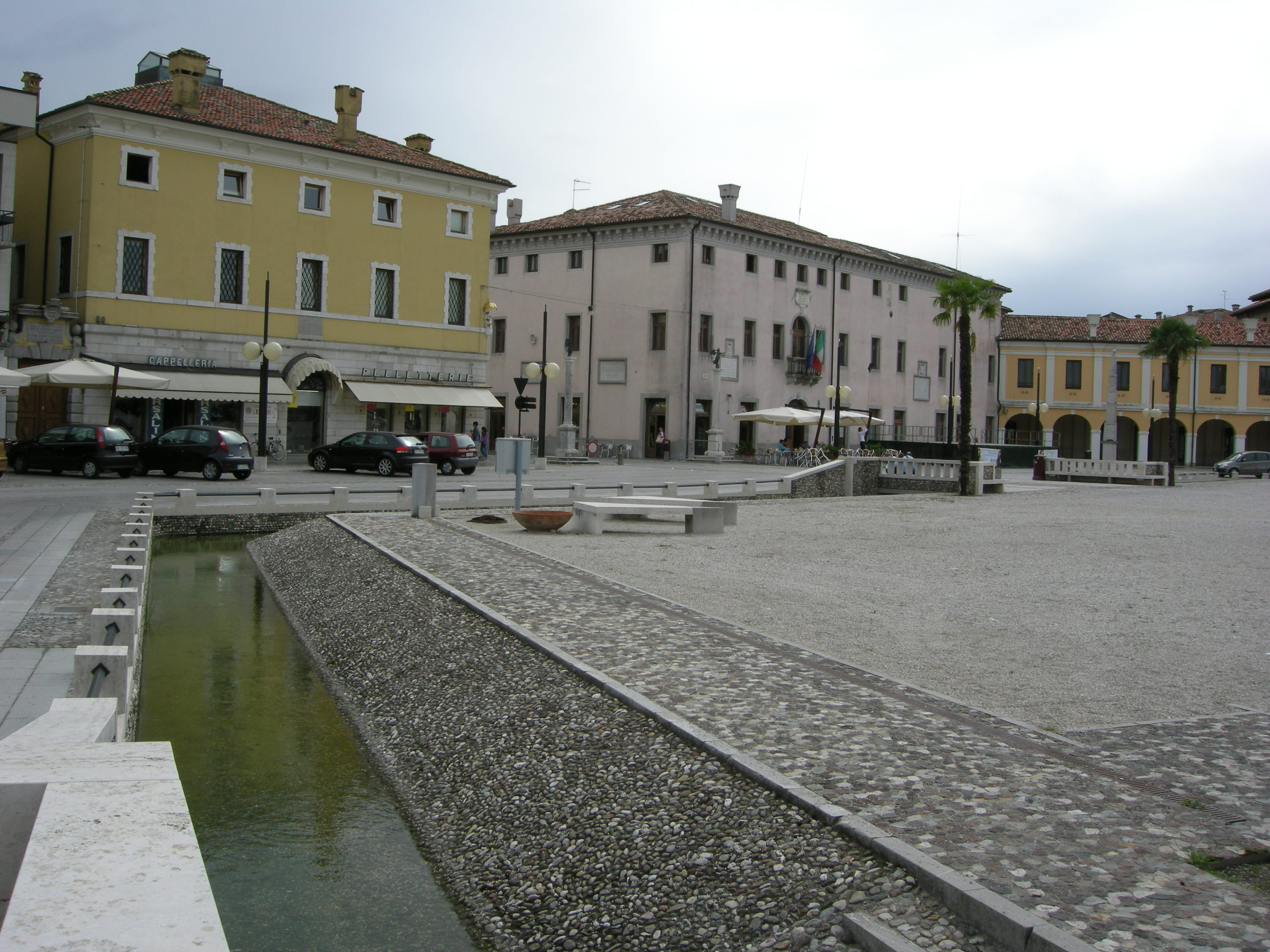
Dettaglio del corso d'acqua che percorre il perimetro della piazza
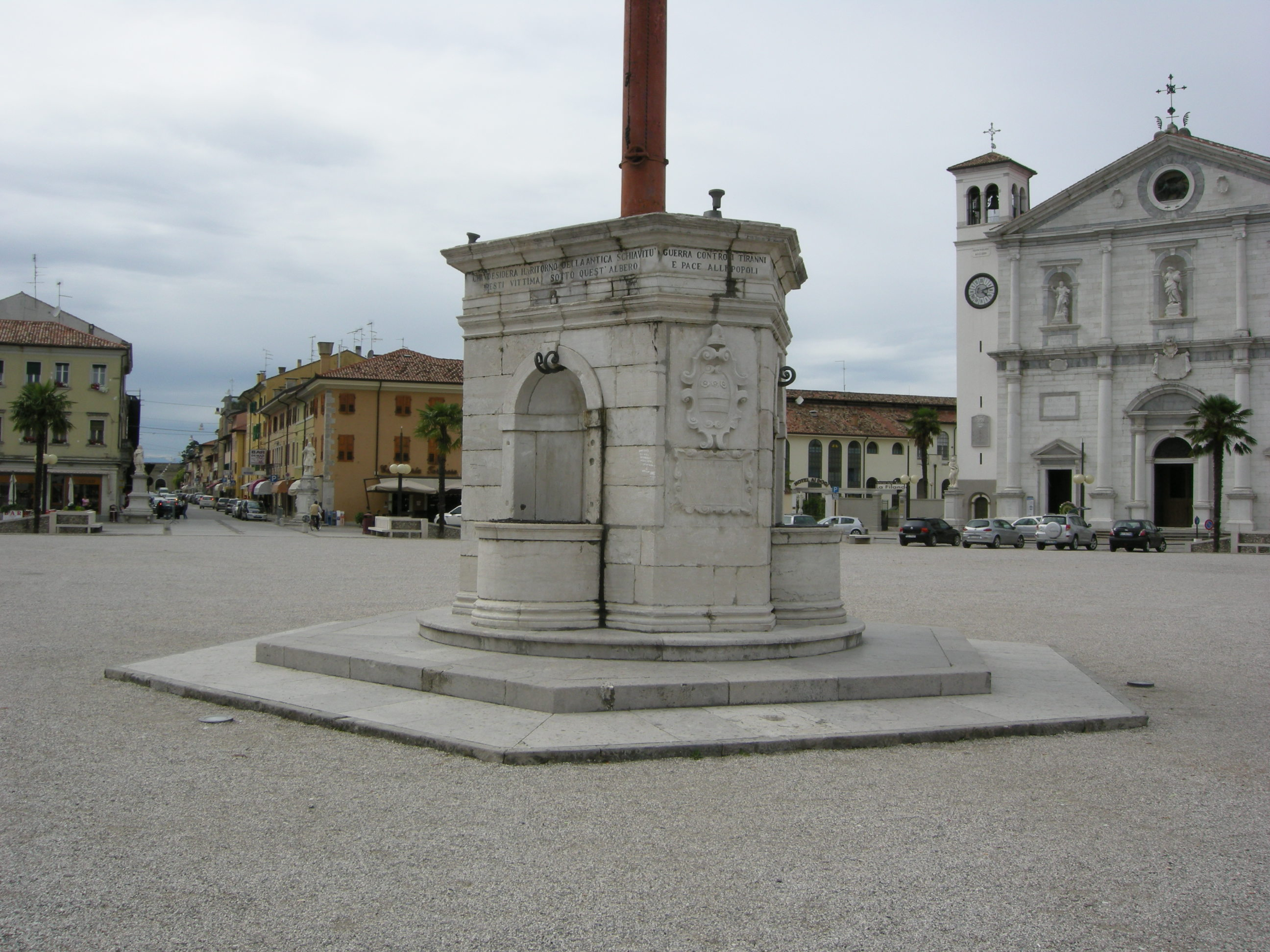
Dettaglio del basamento in pietra d'Istria dell'alto stendardo di Palmanova
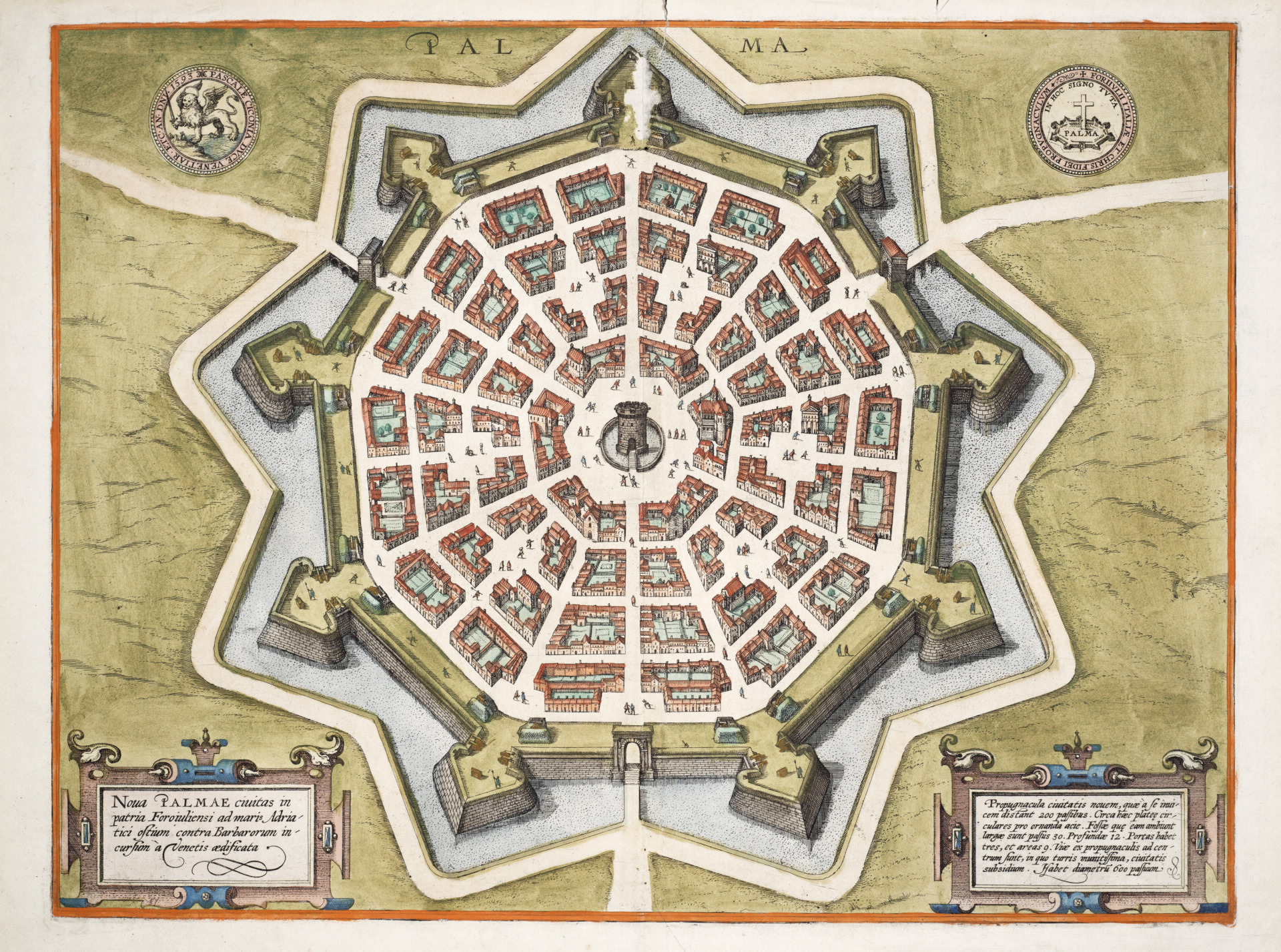
Mappa di Palmanova del 1593 disegnata da Joris Hoefnagel